# Stazione di Koigakubo

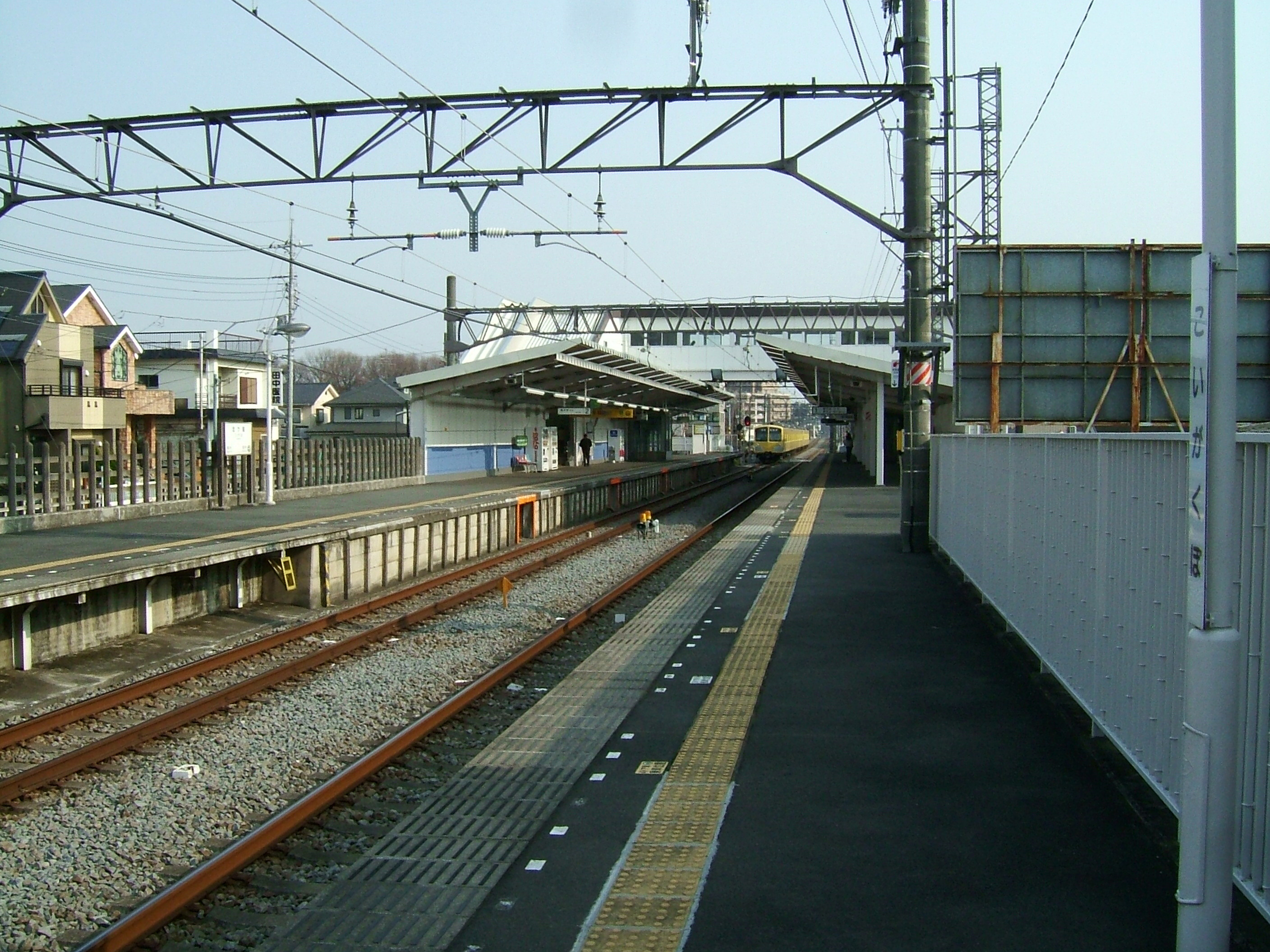
Vista dei binari

La stazione di Koigakubo (恋ヶ窪駅?, Koigakubo-eki) è una stazione ferroviaria situata nella città di Kokubunji, nell'area metropolitana di Tokyo, ed è servita dalla linea Seibu Kokubunji delle Ferrovie Seibu.

## Linee
Ferrovie Seibu
● Linea Seibu Kokubunji

## Struttura
La stazione si trova in superficie ed è dotata di due marciapiedi laterali con due binari passanti. Il fabbricato viaggiatori, dotato di varchi di accesso automatici e servizi, si trova sul lato nord, mentre l'accesso al marciapiede opposto avviene per mezzo di passerella sopraelevata con ascensore e scale mobili.
| 1 | ● Linea Seibu Kokubunji | per Higashi-Murayama       |
| 1 | ● Linea Seibu Kokubunji | diretti per Seibu-Shinjuku |
| 2 | ● Linea Seibu Kokubunji | per Kokubunji              |

## Stazioni adiacenti
| «                     | Servizio              | »                     |
| Linea Seibu Kokubunji | Linea Seibu Kokubunji | Linea Seibu Kokubunji |
| --------------------- | --------------------- | --------------------- |
| Kokubunji             | Locale                | Takanodai             |